# Communauté de communes des Trois Rivières (Aisne)
Pour les articles homonymes, voir Communauté de communes des Trois Rivières.
La Communauté de communes des Trois Rivières (CC3R) est une communauté de communes française, situé dans le département de l'Aisne et faisant partie du Pays de Thiérache. 

## Historique
La communauté de communes a été créée par un arrêté préfectoral du 29 décembre 1995 sous le nom de Communauté de communes du Pays des Trois Rivières, remplaçant ainsi l'ancien Syndicat Intercommunal des Trois Rivières. 
Ce nom officiel a été modifié par l'arrêté préfectoral du 31 janvier 2017 pour devenir Communauté de communes des Trois Rivières.

## Le territoire communautaire

### Géographie
L'intercommunalité  regroupe 26 communes réparties sur le canton de Hirson, et est limitrophe de la Belgique.

### Composition

Composition de la Communauté de communes des Trois Rivières

La communauté de communes est composée des 26 communes suivantes :

| Nom                 | Code Insee | Gentilé             | Superficie (km2) | Population (dernière pop. légale) | Densité (hab./km2) |
| ------------------- | ---------- | ------------------- | ---------------- | --------------------------------- | ------------------ |
| Buire (siège)       | 02134      | Buirois             | 4,13             | 822 (2022)                        | 199                |
| Any-Martin-Rieux    | 02020      | Arnésiens           | 17,73            | 455 (2022)                        | 26                 |
| Aubenton            | 02031      | Aubentonnais        | 23,7             | 659 (2022)                        | 28                 |
| Beaumé              | 02055      | Beauméens           | 9,18             | 84 (2022)                         | 9,2                |
| Besmont             | 02079      | Besmontois          | 15,86            | 137 (2022)                        | 8,6                |
| Bucilly             | 02130      | Bucillois           | 12,85            | 202 (2022)                        | 16                 |
| Coingt              | 02204      | Coingtois           | 7,31             | 63 (2022)                         | 8,6                |
| Effry               | 02275      | Effryens            | 2,77             | 313 (2022)                        | 113                |
| Éparcy              | 02278      | Éparcyacois         | 7,52             | 34 (2022)                         | 4,5                |
| La Hérie            | 02378      | Hériens             | 4,22             | 121 (2022)                        | 29                 |
| Hirson              | 02381      | Hirsonnais          | 33,77            | 8 565 (2022)                      | 254                |
| Iviers              | 02388      | Iviérois            | 7,45             | 219 (2022)                        | 29                 |
| Jeantes             | 02391      | Jeantais            | 15,61            | 224 (2022)                        | 14                 |
| Landouzy-la-Ville   | 02405      | Landouziens         | 15,76            | 514 (2022)                        | 33                 |
| Leuze               | 02425      | Leuzois             | 10,19            | 187 (2022)                        | 18                 |
| Logny-lès-Aubenton  | 02435      | Lognynais           | 8,15             | 83 (2022)                         | 10                 |
| Martigny            | 02470      | Martignyais         | 16,96            | 421 (2022)                        | 25                 |
| Mondrepuis          | 02495      | Mondrepuisiens      | 20,33            | 1 033 (2022)                      | 51                 |
| Mont-Saint-Jean     | 02522      | Mont-Saint-Jeannais | 3,97             | 81 (2022)                         | 20                 |
| Neuve-Maison        | 02544      | Neuve-Maisonnais    | 8,42             | 607 (2022)                        | 72                 |
| Ohis                | 02567      | Ohissois            | 6,48             | 270 (2022)                        | 42                 |
| Origny-en-Thiérache | 02574      | Auriniens           | 16,48            | 1 354 (2022)                      | 82                 |
| Saint-Clément       | 02674      | Clémentins          | 5,01             | 47 (2022)                         | 9,4                |
| Saint-Michel        | 02684      | Saint-Michelois     | 42,2             | 3 222 (2022)                      | 76                 |
| Watigny             | 02831      | Watignyens          | 21,12            | 359 (2022)                        | 17                 |
| Wimy                | 02833      | Wimyens             | 12,04            | 464 (2022)                        | 39                 |

### Démographie
| 1968   | 1975   | 1982   | 1990   | 1999   | 2010   | 2015   | 2021   |
| ------ | ------ | ------ | ------ | ------ | ------ | ------ | ------ |
| 27 513 | 26 227 | 25 187 | 23 757 | 23 206 | 22 154 | 21 727 | 20 779 |

## Organisation

### Siège
Le siège de l'intercommunalité a été initialement fixé sur la commune de Saint-Michel. Par arrêté préfectoral du 3 juin 2016, il est déplacé sur la commune de Buire,  Espace Rotonde-Florentine, Sémaphore - bâtiment C,.

### Élus
La CC3R est administrée par son conseil communautaire, composé pour la mandature 2014-2020 de 60 conseillers municipaux issus de chaque commune membre.
Afin de tenir compte des évolutions démographiques, la composition du conseil communautaire est modifié à compter des élections municipales de 2020 dans l'Aisne et est réduit à 52 membres répartis de la manière suivante : 

- 18 délégués pour Hirson ;

- 7 délégués pour Saint-Michel ;

- 3 délégués pour Origny-en-Thiérache ;

- 2 délégués pour Mondrepuis ;

- 1 délégué ou son suppléant pour les autres communes.
En conséquence des élections municipales de 2014 dans l'Aisne, le conseil communautaire du 6 avril 2014 a réélu son président, Jean-Jacques Thomas, maire d'Hirson, désigné ses vice-présidents, qui sont :
1. Mathieu Canon, maire de Saint-Clément ;
2. Dominique Van Eslande (Mondrepuis) ;
3. Thierry Verdavaine (Saint-Michel) ;
4. Denise Charlier, maire d'Aubenton ;
5. Maurice Demeaux, maire de Buire ;
6. Patrick Feuillet, maire de Mont-Saint-Jean ;
7. Yannick Marlant  (Hirson),

Le bureau de l'intercommunalité est constitué pour la mandature 2014-2020 du président, des vice-présidents et de 6 autres membres (Josiane Gaudenzi (Saint-Michel), Annie Somville, maire de Bucilly, Jean Mathis, maire de Watigny, Guy Wauthier, maire d'Iviers, Prince Maillard, maire d'Any-Martin-Rieux et Pierre-Marie Verdier, maire de Besmont).
À la suite du renouvellement intervenu lors des élections municipales de 2020, le conseil communautaire du 9 juillet 2020 a réélu son président, Jean-Jacques Thomas, maire d'Hirson et désigné ses 11 vice-présidents qui sont :
1. Mathieu Canon, maire de Saint-Clément, chargé des finances et de la mutualisation des services publics.
2. Marinella Branquart, maire de Landouzy-la-Ville, chargée du développement durable et de la transition écologique.
3. Thierry Verdavaine, maire de Saint-Michel, chargé de l'aménagement du territoire et du marketing territorial.
4. Patrick Feuillet, maire de Mont-Saint-Jean, chargé du tourisme et du développement économique.
5. Yannick Marlant, premier adjoint au maire d'Hirson, chargé de l'urbanisme et de l'habitat.
6. Dominique Van Elslande, maire-adjointe d'Hirson, chargé de l'insertion, de la santé et du contrat territorial.
7. Maurice Demeaux, maire de Buire, chargé des travaux et de la lutte contre les inondations.
8. Fabien Coquelet, maire de Mondrepuis, chargé des affaires européennes et de la coopération transfrontalière.
9. Christiane Pinckers, maire d'Origny-en-Thiérache, chargée de la préservation de la ressource en eau et de l'assainissement.
10. Bernard Gréhant, maire d'Aubenton, chargé du schéma communautaire de développement numérique.
11. Jérôme Duverdier, maire de Martigny, chargé du traitement et de la valorisation des déchets ménagers.

Ils forment ensemble l'exécutif de l'intercommunalité pour le mandat 2020-2026 avec six autres membres : Sylvain Bourgeois, maire de Jeantes, Michel Landerieux, maire d'Ohis, Jean Mathis, maire de Watigny, Carine Van Der Sypt, maire d'Any-Martin-Rieux et Guy Wauthier, maire d'Iviers.

### Liste des présidents
| Période                                  | Période                       | Identité            | Étiquette | Qualité |
| ---------------------------------------- | ----------------------------- | ------------------- | --------- | --- |
| Les données manquantes sont à compléter. |                               |                     |           | |
| ???                                      | En cours (au 11 juillet 2020) | Jean-Jacques Thomas | PS        | Maire d'Hirson (1995 → ) Conseiller général d'Hirson (1998 → 2015) Vice-président du conseil général de l'Aisne (2008 → 2015) Réélu pour le mandat 2020-2026, |

### Compétences
La communauté exerce des compétences qui lui sont déléguées par l'ensemble des communes qui la composent, dans les conditions définies par le code général des collectivités territoriales.
La CC3R  exerce de nombreuses compétences dans des domaines variés. Elle aménage, planifie, coordonne et anime pour soutenir un développement économique harmonieux. Elle met en œuvre des actions dans le domaine de l'environnement au travers des compétences assainissement et gestion des déchets.

### Régime fiscal
La communauté de communes est un établissement public de coopération intercommunale à fiscalité propre.
Afin de financer l'exercice de ses compétences, l'intercommunalité perçoit la fiscalité professionnelle unique (FPU) – qui a succédé à la taxe professionnelle unique (TPU) – et assure une péréquation de ressources entre les communes résidentielles et celles dotées de zones d'activité.
Elle collecte également la taxe d'enlèvement des ordures ménagères (TEOM), qui finance ce service public, et bénéficie d'une dotation globale de fonctionnement bonifiée.
Elle ne verse pas de dotation de solidarité communautaire (DSC) à ses communes membres.

### Logo

Ancien logo de la CC. du Pays des Trois Rivières.
Ancien logo (date inconnue)
Logo actuel

## Projets et réalisations
Santé
La CC3R a décidé  en 2018 la réalisation d'une Maison de santé pluridisciplinaire conçue par le cabinet Lamour-Architecture, de Laon et située en face du sémaphore, au parc de la Rotonde-Florentine à Buire.